# 施瓦岑堡

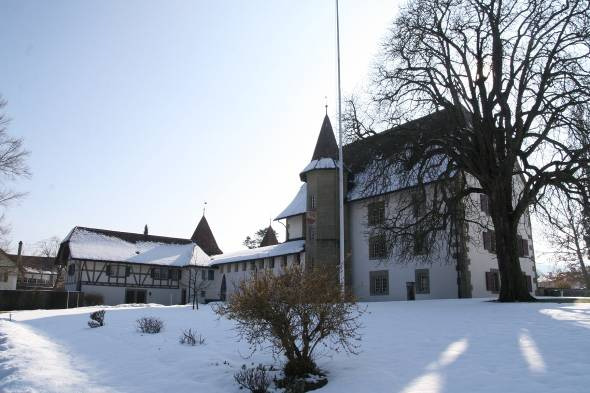

施瓦岑堡（德语：Schwarzenburg）是瑞士的城鎮，位於該國中西部，由伯恩州負責管轄，面積44.79平方公里，海拔高度792米，2011年人口6,718，人口密度每平方公里150人。